# Surtauville
Surtauville és un municipi francès situat al departament de l'Eure i a la regió de Normandia. L'any 2007 tenia 400 habitants.

## Demografia

### Població
El 2007 la població de fet de Surtauville era de 400 persones. Hi havia 144 famílies de les quals 16 eren unipersonals (16 dones vivint soles i 16 dones vivint soles), 52 parelles sense fills, 72 parelles amb fills i 4 famílies monoparentals amb fills.
La població ha evolucionat segons el següent gràfic:
Habitants censats

### Habitatges
El 2007 hi havia 150 habitatges, 144 eren l'habitatge principal de la família, 2 eren segones residències i 4 estaven desocupats. 147 eren cases i 1 era un apartament. Dels 144 habitatges principals, 136 estaven ocupats pels seus propietaris, 7 estaven llogats i ocupats pels llogaters i 1 estava cedit a títol gratuït; 2 tenien dues cambres, 18 en tenien tres, 51 en tenien quatre i 73 en tenien cinc o més. 82 habitatges disposaven pel capbaix d'una plaça de pàrquing. A 52 habitatges hi havia un automòbil i a 89 n'hi havia dos o més.

### Piràmide de població
La piràmide de població per edats i sexe el 2009 era:
| Homes | Edats   | Dones |
| ----- | ------- | ----- |
| 4     | 95 o +  | 0     |
| 0     | 90 a 94 | 4     |
| 4     | 85 a 89 | 8     |
| 0     | 80 a 84 | 0     |
| 4     | 75 a 79 | 8     |
| 8     | 70 a 74 | 20    |
| 4     | 65 a 69 | 4     |
| 4     | 60 a 64 | 8     |
| 12    | 55 a 59 | 4     |
| 16    | 50 a 54 | 16    |
| 12    | 45 a 49 | 12    |
| 12    | 40 a 44 | 8     |
| 12    | 35 a 39 | 12    |
| 16    | 30 a 34 | 24    |
| 0     | 25 a 29 | 0     |
| 4     | 20 a 24 | 12    |
| 20    | 15 a 19 | 16    |
| 12    | 10 a 14 | 8     |
| 4     | 5 a 9   | 8     |
| 4     | 0 a 4   | 8     |

## Economia
El 2007 la població en edat de treballar era de 262 persones, 208 eren actives i 54 eren inactives. De les 208 persones actives 190 estaven ocupades (106 homes i 84 dones) i 18 estaven aturades (5 homes i 13 dones). De les 54 persones inactives 22 estaven jubilades, 18 estaven estudiant i 14 estaven classificades com a «altres inactius».

### Ingressos
El 2009 a Surtauville hi havia 148 unitats fiscals que integraven 412 persones, la mediana anual d'ingressos fiscals per persona era de 20.913 €.

### Activitats econòmiques
Dels 5 establiments que hi havia el 2007, 2 eren d'empreses de construcció, 2 d'empreses immobiliàries i 1 d'una empresa de serveis.
Dels 2 establiments de servei als particulars que hi havia el 2009, 1 era un electricista i 1 agència immobiliària.
L'any 2000 a Surtauville hi havia 6 explotacions agrícoles.

## Equipaments sanitaris i escolars
El 2009 hi havia una escola elemental integrada dins d'un grup escolar amb les comunes properes formant una escola dispersa.

## Poblacions més properes
El següent diagrama mostra les poblacions més properes.